# Sandro Schwarz
Sandro Schwarz (ur. 17 października 1978 w Moguncji) – niemiecki piłkarz, a także trener.

## Kariera piłkarska
Schwarz jako junior grał w zespołach SV 07 Bischofsheim, VfB Ginsheim oraz 1. FSV Mainz 05, do którego dołączył w 1995 roku. W 1997 roku został włączony do jego pierwszej drużyny, grającej w 2. Bundeslidze. Zadebiutował w niej 29 marca 1998 w przegranym 0:2 meczu z Fortuną Düsseldorf. Zawodnikiem Mainz był do końca sezonu 2003/2004. W następnym sezonie występował w innym zespole 2. Bundesligi – Rot-Weiss Essen. W 2005 roku przeniósł się do SV Wehen Wiesbaden z Regionalligi. W sezonie 2006/2007 awansował z nim do 2. Bundesligi, a w 2009 roku zakończył karierę.
W 2. Bundeslidze Schwarz rozegrał 167 spotkań i zdobył 12 bramek.

## Kariera trenerska
Schwarz karierę rozpoczął jako tymczasowy trener klubu SV Wehen Wiesbaden, grającego w 2. Bundeslidze. Poprowadził go w ostatnich 9 kolejkach sezonu 2008/2009. Następnie pozostał w klubie, pełniąc funkcję asystenta trenerów: Hansa-Wernera Mosera oraz Gino Lettieriego. W marcu 2010 odszedł z Wehen.
W latach 2011–2013 Schwarz był szkoleniowcem klubu 1. FC Eschborn, z którym w sezonie 2011/2012 awansował z Hessenligi (V liga) do Regionalligi. Następnie pracował w 1. FSV Mainz 05 jako trener zespołu U-19, a potem drużyny rezerw. Pod koniec maja 2017 objął posadę szkoleniowca pierwszej drużyny Mainz, występującej w Bundeslidze. Zastąpił na tym stanowisku Martina Schmidta.